# Hyophila javanica
Hyophila javanica là một loài Rêu trong họ Pottiaceae. Loài này được (Nees & Blume) Brid. mô tả khoa học đầu tiên năm 1827.